# Linda Hakeboom
Linda Hakeboom (Deventer, 24 september 1985) is een Nederlands tv-presentatrice en regisseuse.

## Levensloop
Hakeboom studeerde aan de Hogeschool voor Journalistiek en Taal- en Cultuurstudies aan de Universiteit van Utrecht. Ze begon in 2007 met presenteren voor het online videokanaal Bright.tv van het tijdschrift Bright. In 2007 en 2008 was ze verslaggeefster voor het VPRO-programma In de ban van het ding. Vanaf 2012 presenteert ze het VARA-televisieprogramma Rambam. In 2015 presenteerde ze de documentaire Linda Ontdekt… Sex en Escorts voor TLC en een aflevering van Spuiten en Slikken op reis. In BNNVARA's Linda's Mannen volgde ze in 2016 vier jonge mannen om de roem en reputaties achter Lil' Kleine, Giel de Winter, Timor Steffens en Ricardo Kishna te leren. In 2017 won ze het programma The Big Escape. In 2022 won ze het RTL 4-programma Het perfecte plaatje.
Hakeboom regisseerde een aantal televisiedocumentaires: Who the Fuck is Jett Rebel? over Jett Rebel, Whatever Forever over Douwe Bob en The happy sad route waarin Jan Jaap van der Wal een reis maakt door voormalig Joegoslavië. Daarnaast was ze in 2018 te zien in Een goed stel hersens en in 2019 in The Big Music Quiz.
In 2021 verscheen haar documentaire over Nikkie de Jager op YouTube.
Hakeboom is in 2020 gediagnosticeerd met borstkanker, en heeft haar laatste behandeling in november 2021 gehad. Hier vlogt ze over. Voor deze vlogs ontving ze in 2021 de Televizier-Ster Online videoserie.
In 2023 was Hakeboom te gast in het televisieprogramma Casa di Beau. In 2024 deed ze mee aan het televisieprogramma Moordfeest.

### Bestseller 60
| Boeken met noteringen in de Nederlandse Bestseller 60 | Jaar van verschijnen | Datum van binnenkomst | Hoogste positie | Aantal weken | Opmerkingen |
| ----------------------------------------------------- | -------------------- | --------------------- | --------------- | ------------ | ----------- |
| Alleen nog vandaag                                    | 2023                 | 22-11-2023            | 19              | 1            |             |

## Prijzen
- 2021: The Best Social Award in de categorie Beste Instagrammer[6]
- 2021: Televizier-Ster Online videoserie met Linda's Kankerverhaal
- 2022: Het perfecte plaatje